# Kaiserstraße 155 (Mönchengladbach)

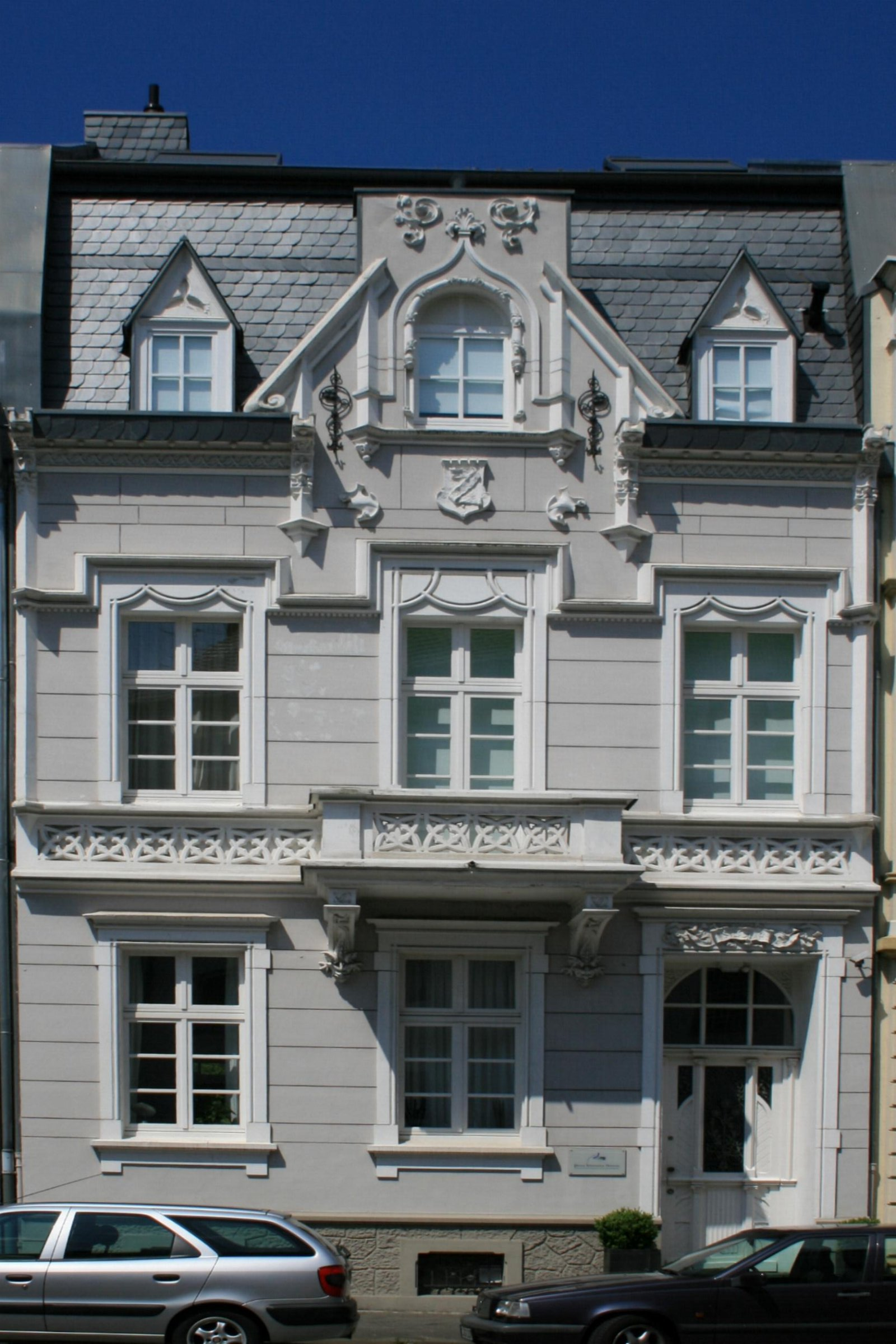
Wohnhaus (2010)

Das Wohnhaus Kaiserstraße 155 steht in Mönchengladbach (Nordrhein-Westfalen).
Das Gebäude wurde um die Jahrhundertwende erbaut. Es wurde unter Nr. K 032  am 14. Oktober 1986 in die Denkmalliste der Stadt Mönchengladbach eingetragen.

## Architektur
Bei dem Objekt handelt es sich um ein zweigeschossiges Traufenhaus mit Mansarddach in drei Achsen auf Kellersockel. Die Entstehungszeit ist vor der Jahrhundertwende. Das Haus ist horizontal durch Stockwerk- und Sohlbankgesims gegliedert und schließt mit einem Mansarddach ab.